# Cascalho

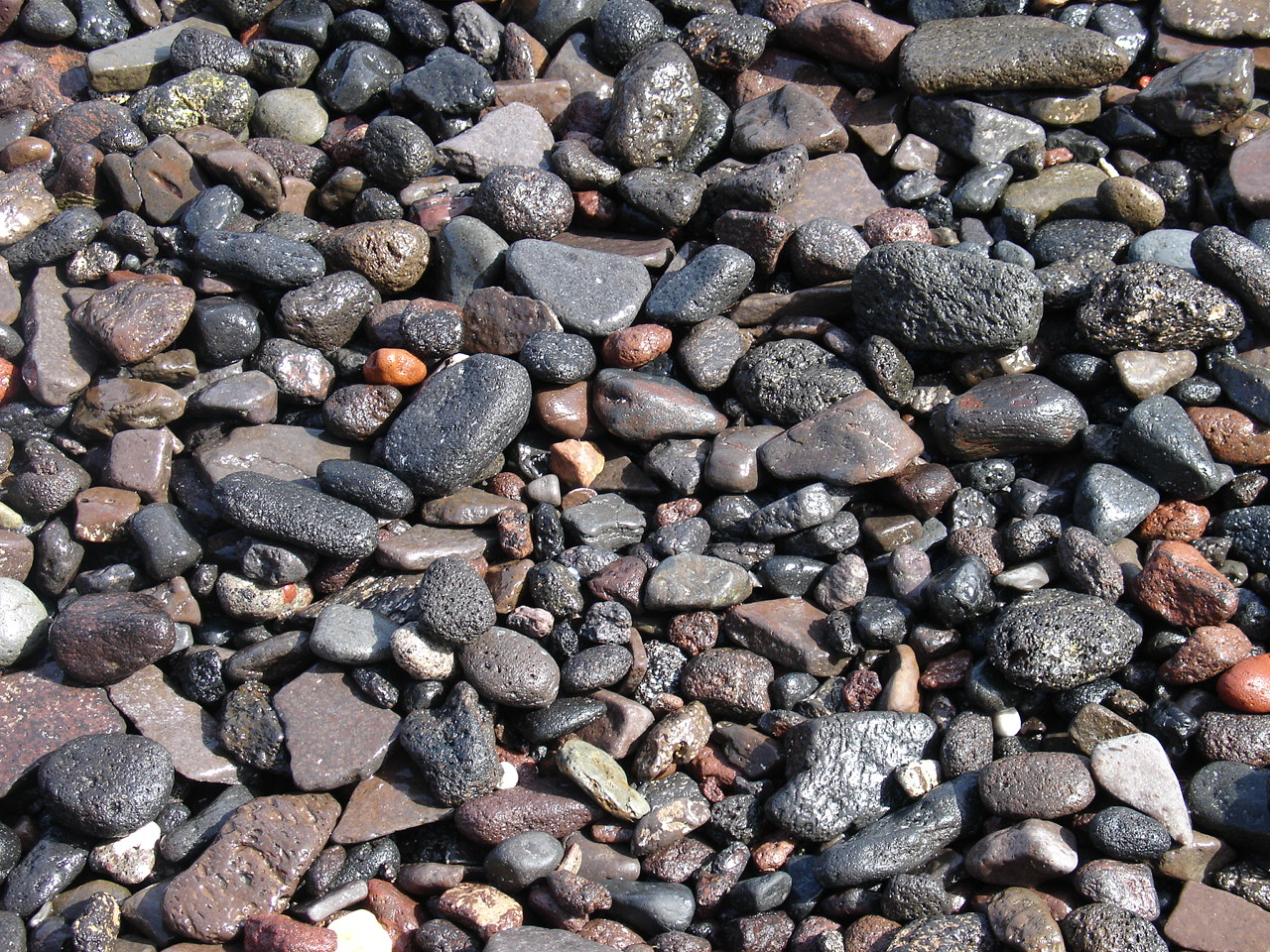
Cascalho

O cascalho é uma agregação solta de fragmentos rochosos. O cascalho ocorre naturalmente na Terra como resultado de processos geológicos sedimentares e erosivos; Também é produzido em grandes quantidades comercialmente como pedra britada.
A cascalho é classificada por faixa de tamanho de partícula e inclui classes de tamanho de grânulos a fragmentos do tamanho de pedregulhos. Na escala de Udden-Wentworth, o cascalho é categorizado em cascalho granular (2–4 mm) e cascalho de seixo (4–64 mm). A ISO 14688 classifica os cascalhos como finos, médios e grossos, com intervalos de 2 a 6,3 mm para finos e 20 a 63 mm para grossos. Um metro cúbico de cascalho normalmente pesa cerca de 1 800 kg, ou um metro cúbico pesa cerca de 1 400 kg.
A brita é um importante produto comercial, com diversas aplicações. Quase metade de toda a produção de brita é usada como agregado para concreto. Grande parte do resto é usado para a construção de estradas, seja na base da estrada ou como superfície da estrada (com ou sem asfalto ou outros ligantes). Depósitos porosos de cascalho de ocorrência natural têm alta condutividade hidráulica, tornando-os importantes aquíferos.

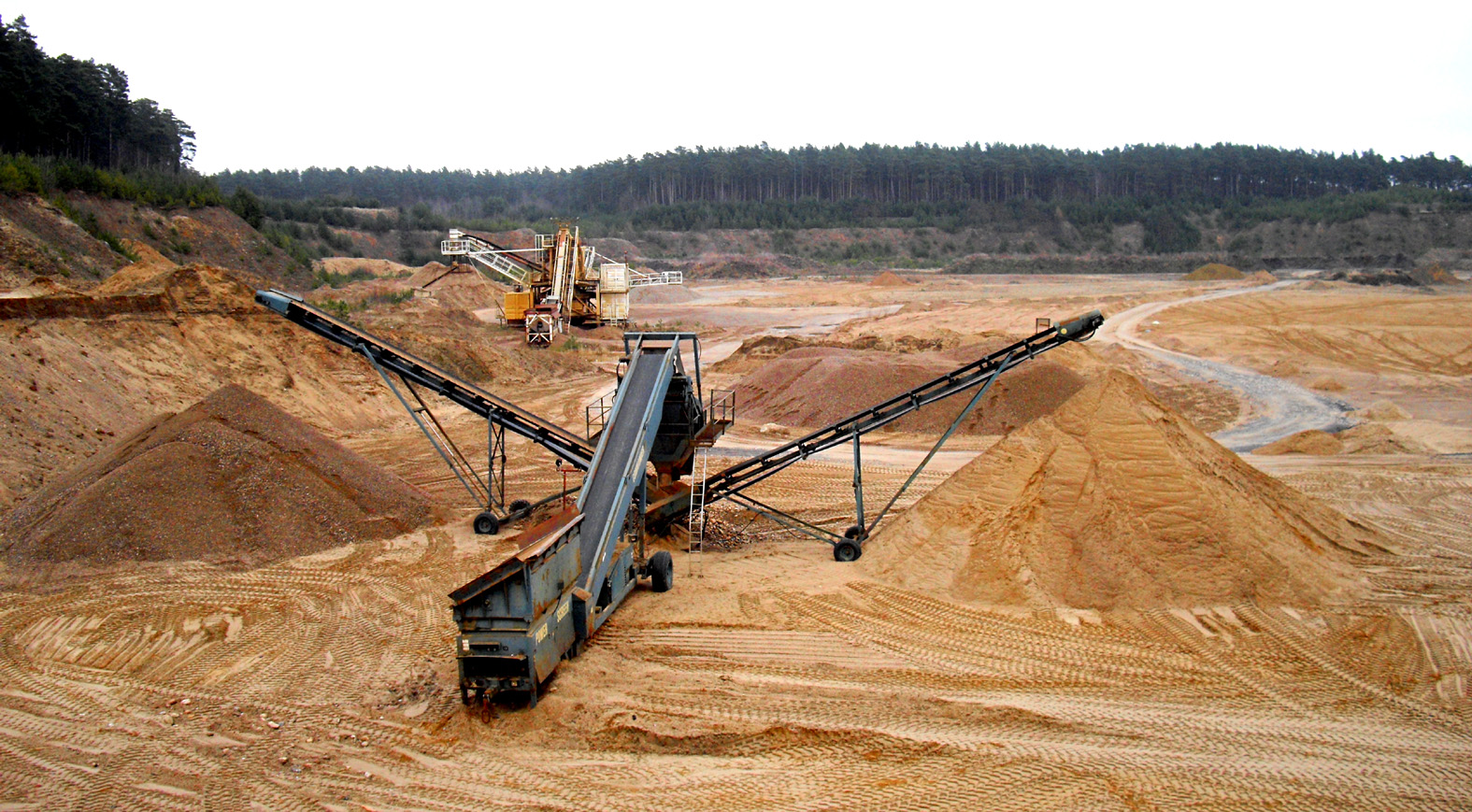
Separador de areia e cascalho em uma caixa de brita na Alemanha

Coloquialmente, o termo cascalho é frequentemente usado para descrever uma mistura de pedaços de pedra de diferentes tamanhos misturados com areia e possivelmente alguma argila. A indústria de construção americana distingue entre cascalho (um material natural) e brita (produzida artificialmente por britagem mecânica de rocha).
A definição técnica de brita varia de acordo com a região e a área de aplicação. Muitos geólogos definem cascalho simplesmente como partículas de rocha arredondadas soltas com mais de 2 mm (0,079 pol) de diâmetro, sem especificar um limite de tamanho superior. O cascalho às vezes se distingue dos escombros, que são partículas de rocha soltas na mesma faixa de tamanho, mas angulares. A escala de Udden-Wentworth, amplamente utilizada por geólogos nos EUA, define cascalho granular como partículas com um tamanho de 2 a 4 mm e cascalho de seixo como partículas com um tamanho de 4 a 64 mm. Isso corresponde a todas as partículas com tamanhos entre areia grossa e paralelepípedos.
O Departamento de Agricultura dos EUA e a Sociedade de Ciência do Solo da América definem cascalho como partículas de 2 a 80 mm de tamanho, enquanto a escala alemã (Atterburg) define cascalho como partículas de 2 a 200 mm de tamanho. O Corpo de Engenheiros do Exército dos EUA define cascalho como partículas com menos de 76 mm (3 pol) de tamanho que são retidas por uma malha número 4, que tem um espaçamento de malha de 4,76 mm. ISO 14688 para britas de engenharia de solos como finas, médias e grossas com intervalos de 2 mm a 6,3 mm a 20 mm a 63 mm.
A densidade aparente da brita varia de 1 460 a 1 920 kg/m3. A brita natural tem uma alta condutividade hidráulica, às vezes atingindo acima de 1 cm/s.

## Origem
A maior parte do cascalho é derivada da desintegração do leito rochoso à medida que ele se intempera. O quartzo é o mineral mais comum encontrado na brita, pois é duro, quimicamente inerte e não possui planos de clivagem ao longo dos quais a rocha se divide facilmente. A maioria das partículas de cascalho consiste em múltiplos grãos minerais, uma vez que poucas rochas têm grãos minerais mais grosseiros do que cerca de 8 milímetros (0,31 pol) de tamanho. As exceções incluem veios de quartzo, pegmatitos, intrusões profundas e rochas metamórficas de alto grau. Os fragmentos rochosos são rapidamente arredondados à medida que são transportados pelos rios, muitas vezes a poucas dezenas de quilômetros de seus afloramentos de origem.
O cascalho é depositado como mantas de cascalho ou barras em canais de córregos; em leques aluviais; em ambientes marinhos próximos à costa, onde o cascalho é abastecido por riachos ou erosão ao longo da costa; e nos deltas dos riachos de fluxo rápido.
Tem sido sugerido que as "megaondulações" de cascalho formadas pelo vento (eólicas) na Argentina têm homólogos no planeta Marte.

## Produção e usos

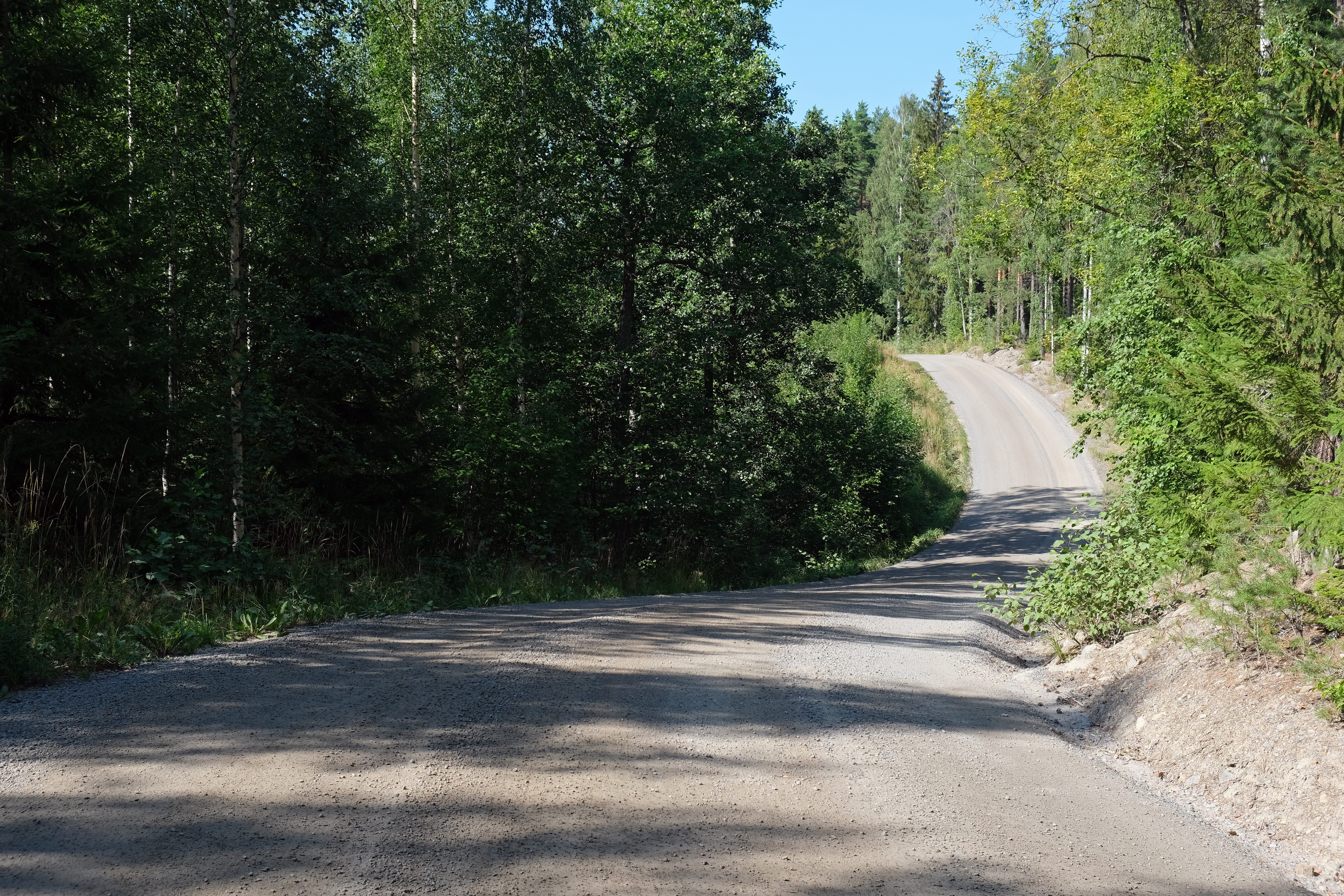
Uma estrada de cascalho na Finlândia

O cascalho é uma das principais matérias-primas básicas na construção civil.
Estima-se que quase metade da areia e brita da construção seja utilizada como agregado para concreto. Outros usos importantes incluem na construção de estradas, como base de estrada; como enchimento de construção; e em inúmeros usos menores.
O cascalho é ampla e abundantemente distribuído, principalmente como depósitos fluviais, planícies de inundação de rios e depósitos glaciais, de modo que considerações ambientais e de qualidade ditam se alternativas, como a brita, são mais econômicas.